# KZ-Außenlager Blankenburg-Regenstein

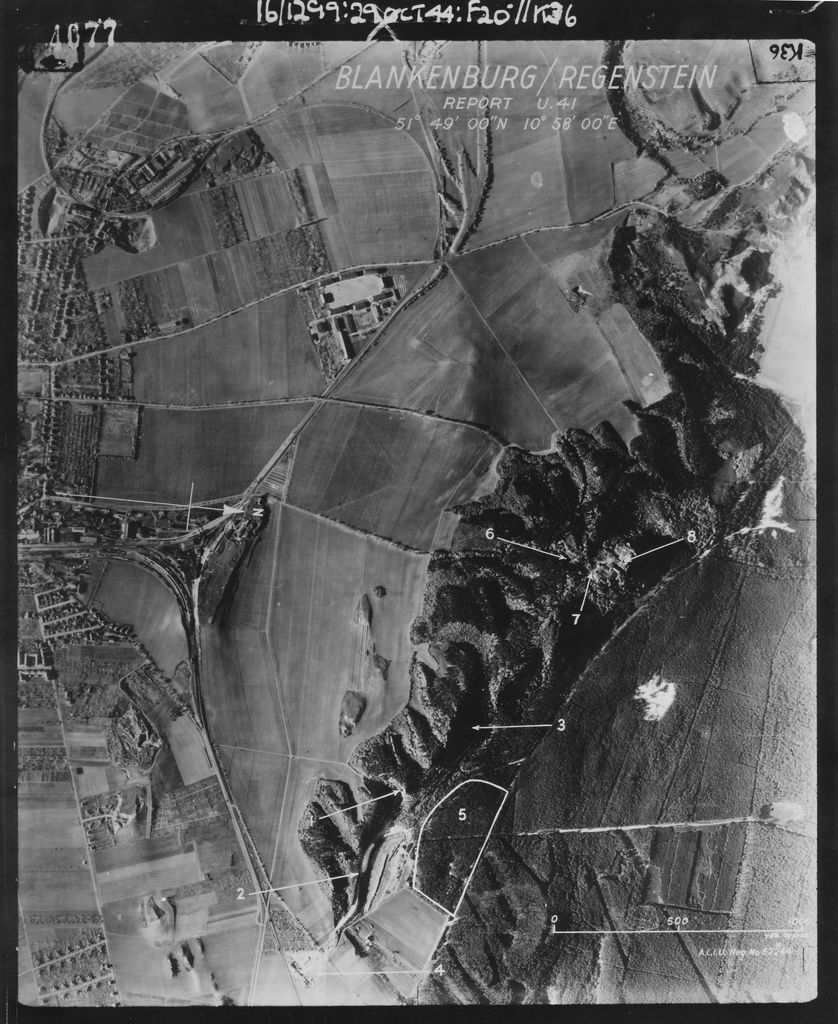
Luftaufnahme der Untertageanlage „Turmalin“ bei Blankenburg vom 29. Oktober 1944

Das Außenlager Blankenburg-Regenstein bei Blankenburg war als Außenlager dem KZ Mittelbau zugeordnet. Vom 1. Februar 1945 bis zum 6. April 1945 wurde das Lager für 400 männliche KZ-Häftlinge genutzt. Dieses Außenlager des Mittelbau-Lagerkomplexes wurde seitens der Lager-SS unter dem Namen „Turmalin“ geführt.

## Lage
In Blankenburg waren die Häftlinge am heutigen Lessingplatz in KZ-Baracken untergebracht, die zuvor für Kriegsgefangene und Zwangsarbeiter errichtet worden waren. Das Lager lag in der Entstehungszeit noch abgelegen am südlichen Waldrand des Heers (Flurname Goldene Aue, hier lag vormals die Abdeckerei der Stadt), etwa zwei Kilometer nordnordöstlich vom Stadtzentrum. An das Gelände grenzt die Feldwebel-Anton-Schmid-Kaserne, diese ist das Versorgungs- und Instandsetzungszentrum für Sanitätsmaterial der Bundeswehr.

## Geschichte
Die überwiegend jüdischen Häftlinge waren vom evakuierten Außenlager Fürstengrube des KZ Auschwitz über das KZ Mittelbau nach Blankenburg verbracht worden.
Ab Anfang August 1944 mussten KZ-Häftlinge des Außenlagers Blankenburg-Regenstein im Auftrag der Organisation Todt beim unvollendeten Bauvorhaben Turmalin beim Stollenausbau Zwangsarbeit leisten. Für eine geplante unter Tage verlagerte Rüstungsproduktion des Magdeburger Unternehmens Schäffer & Budenberg musste das Sandsteinmassiv des Regensteins ausgeschachtet werden. Mit der Fertigung von V2-Messgeräten für die Mittelwerk GmbH wurde noch kurz vor der Lagerauflösung begonnen.
Das Lager wurde durch den SS-Oberscharführer Max Schmidt geleitet. Die Anzahl der während des Lagerbestehens gestorbenen Häftlinge ist unbekannt. Im Zuge der Lagerauflösung mussten die Häftlinge gemeinsam mit Häftlingen aus dem Außenlager Blankenburg-Oesig am 6. April 1945 einen Todesmarsch zur Elbe antreten und wurden von dort per Schiff nach Schleswig-Holstein verbracht. Die Häftlinge wurden schließlich auf die Cap Arcona verbracht, wo die meisten nach einem britischen Bomberangriff beim Untergang des Schiffes ums Leben kamen.
Nach dem Ende des 2. Weltkriegs wurden in dem Lager Flüchtlinge und Vertriebene einquartiert, in den Flüchtlingsverzeichnissen der Stadt ist die Bezeichnung „Lager Regenstein“ als Anschrift zu finden.
Ein Plan der Anlage ist im Stadtarchiv Blankenburg erhalten und nebenstehend abgebildet.
Zur Erinnerung an das Lager wurde in der DDR-Zeit am Waldrand (Nordwestecke des Lagergeländes) ein Gedenkstein errichtet. Dieser ist nicht mehr auffindbar (im Jahr 2022).